# سهيل الغزي
سهيل الغزي (1933 - 2021) سياسي وحقوقي ودبلوماسي سوري من حماة . عُيّن وزير الثقافة والإرشاد القومي. ووزير التموين .ترأس فرع نقابة المحامين في حماة لعدة دورات. عضواً في مجلس إدارة نقابة المحامين بدمشق.

## ولادته وتحصيله
ولد سهيل الغزي (1933 - 2021) في حي الحوارنة في حماة،تلقى تعليمه الابتدائي والإعدادي والثانوي في مدينة حماة.التحق بكلية الحقوق بالجامعة السورية (التي تُعرف الآن بجامعة دمشق) في نفس العام 1950م.تخرج حاصلاً على إجازة الحقوق عام 1954م، وكان من أصغر الخريجين في دفعته.

## عمله ووظائفه
بدأ سهيل الغزي مسيرته المهنية كمحامٍ بعد تخرجه مباشرة، وعمل في هذه المهنة بين عامي 1954م و1961م. تخصص في المحاماة خلال الفترة من 1959م إلى 1961م. تم تعيينه مديراً عاماً لمؤسسة الخط الحديدي الحجازي في دمشق بتاريخ 1 يوليو 1967م، تولى وزير الثقافة والإرشاد القومي، ضمن حكومة نور الدين الأتاسي الأولى التي تشكلت في 29 أكتوبر 1968م.استمر في نفس المنصب بوزارة الثقافة ضمن حكومة نور الدين الأتاسي الثانية، والتي استمرت حتى 15 نوفمبر 1970م. تم تعيينه وزيراً للتموين في حكومة حافظ الأسد الأولى، اعتباراً من 16 نوفمبر 1970م.استمر في هذا المنصب حتى 22 مارس 1972م.بعد خدمته الوزارية، انتقل إلى السلك الدبلوماسي، ممثلاً سوريا في الخارج سفير في المغرب: عُين سفيراً للجمهورية العربية السورية في المملكة المغربية بتاريخ 1 يناير 1973م. وقد كان أول سفير سوري في المغرب. تم نقله من مهمته في المغرب ليتولى منصب سفير سوريا في جمهورية رومانيا اعتباراً من 1 أكتوبر 1973م. عاد إلى دمشق في 1 يناير 1976م، حيث نُقل إلى وزارة الخارجية. قدم استقالته من السلك الدبلوماسي بتاريخ 30 يونيو 1976م.بعد استقالته من السلك الدبلوماسي، عاد لممارسة مهنة المحاماة في 1 يوليو 1976م، واستمر فيها حتى وفاته.كان له دور فعال في نقابة المحامين، حيث ترأس فرع نقابة المحامين في حماة لعدة دورات، وأصبح لاحقاً عضواً في مجلس إدارة نقابة المحامين بدمشق، مع إشارة إلى عمله في "ملجأ الأيتام" التابع للنقابة أو في عمل خيري مشابه.كان مرشحاً عن القيادة القومية لحزب البعث العربي الاشتراكي عن محافظة حماة، لكنه لم ينجح في الانتخابات الشعبية.

## وفاته
توفي سهيل الغزي بتاريخ 7 كانون الثاني (يناير) 2021م